# Zizers
Zizers est une commune suisse du canton des Grisons, située dans la région de Landquart.

Photo aérienne prise à 400 m par Walter Mittelholzer (1923).

Des fouilles au cœur du jardin du château inférieur ont mis au jour des tombes romaines remontant à l'an 250 à 450 de notre ère. Deux anciennes maisons ainsi qu'un mur de pierres sèches furent documentées. Zizers du fait de sa situation dans la vallée supérieure du Rhin fut colonisé au plus tard en l'an 4800 av. J.-C..

## Personnalités liées à la commune
- François-Xavier de Bourbon-Parme, prétendant au trône d'Espagne, mort à Zizers le 7 mai 1977.
- Zita de Parme, dernière Impératrice d'Autriche, Reine de Hongrie et Reine de Bohême, morte à Zizers le 14 mars 1989.